# Mój brat Sebastian
Mój brat Sebastian (fin. Veljeni Sebastian) – powieść społeczno-obyczajowa fińskiej pisarki Anniki Idström (1985). Ukazuje świat dorosłych widziany oczyma dziecka. Wpisuje się w falę utworów skandynawskich nawiązujących do penetracji świata dzieci (Per Jersild). Tłumaczona na język angielski i szwedzki.
Jedenastoletni Antti pochodzi z rozbitej rodziny. Przed światem zewnętrznym broni się ponadprzeciętną inteligencją, dogłębną analizą i przesadnie naukowym traktowaniem świata. Nie szuka relacji z rówieśnikami, choć prowadzi ich dogłębną analizę i zakłada im kartoteki. Próby zaprzyjaźnienia się, podejmowane przez kolegów, kończą się niepowodzeniem. Podczas jednego z seansów upokorzeń doznawanych przez kolegów, Anntti zostaje zamknięty w szatni lodowiska. Wybawia go stamtąd Mika, który wkrótce staje się jego przyjacielem i kochankiem matki. Okazuje się, że Mika jest groźnym psychopatą.